# Droga wojewódzka 841
Die Droga wojewódzka 841 (DW841) ist eine 29 Kilometer lange Droga wojewódzka (Woiwodschaftsstraße) in der Woiwodschaft Lublin in Polen. Die Strecke in den Powiaten Łęczyński und Chełmski verbindet zwei weitere Woiwodschaftsstraßen mit der Landesstraße DK82.
Die DW841 verläuft in südöstlicher Richtung von Cyców nach Staw und mündet bei Horodyszcze-Kolonia in die Woiwodschaftsstraße DW812 ein. Die Stadt Chełm wird nach drei weiteren Kilometern erreicht.

## Streckenverlauf
Woiwodschaft Lublin, Powiat Łęczyński
-  Cyców (DK82)
-  Cyców (DW839)
-  Stawek, Brücke über die Świnka

Woiwodschaft Lublin, Powiat Chełmski
-  Wierzbica
-  Staw (DW812)